# Consejo de la Carrera Judicial (Honduras)
El Consejo de la Carrera Judicial es un órgano centralizado del Poder Judicial hondureño que se encarga de la administración y la disciplina del personal judicial. En Honduras es el equivalente al consejo de la magistratura.

## Estructura
El Consejo de la Carrera Judicial, que sustituyó al Consejo de la Judicatura y la Carrera Judicial, abrogado en 2016, está bajo la jurisdicción de la Corte Suprema de Justicia, a la que asiste en cuanto a la gestión del personal judicial. Este apoyo incluye la formulación de políticas y la resolución de conflictos que puedan surgir a partir de la aplicación de leyes y reglamentos.
El Consejo está compuesto por cinco consejeros propietarios y tres suplentes. Los consejeros son designados por la Corte Suprema de Justicia a partir de una lista de diez candidatos presentada por su magistrado presidente ante el pleno de magistrados. El Consejo se integra de la siguiente forma: 
- Dos magistrados de la Corte Suprema de Justicia.
- Un magistrado de las Cortes de Apelaciones.
- Un juez de letras.
- Un defensor público.

Los suplentes, por su parte, son nombrados libremente por la Corte Suprema de Justicia. Todos los integrantes del Consejo poseen un mandato de tres años. El presidente del Consejo es el magistrado de la Corte Suprema de Justicia con mayor antigüedad en el servicio judicial.

## Atribuciones
El artículo 9 de la Ley de la Carrera Judicial establece diversas atribuciones del Consejo, entre ellas se encuentran:
- Elaboración y aprobación del reglamento interno: El Consejo tiene la potestad de crear y aprobar su propio reglamento interno, lo que garantiza que sus operaciones sean transparentes y bien definidas.
- Recomendaciones a la Corte Suprema de Justicia: El Consejo puede recomendar políticas a la Corte Suprema de Justicia en materia de administración de personal, buscando siempre mejorar la gestión y el desempeño del personal judicial.
- Estudio y propuesta de soluciones a problemas generales: El Consejo estudia los problemas generales relacionados con la administración de personal y propone soluciones, permitiendo una gestión proactiva y la prevención de conflictos.
- Propuesta de reglamentos: El Consejo propone reglamentos a la Corte Suprema de Justicia para su aprobación, asegurando la coherencia normativa en la administración del personal judicial.
- Resolución de conflictos: El Consejo tiene la autoridad para conocer y resolver conflictos y reclamaciones relacionados con la administración de personal, así como para atender recursos procedentes contra las resoluciones de la Dirección de Administración del Personal.

## Composición

### Composición actual
| Orden                | Rango judicial | Miembro                      | Órgano representado                                           | Inicio             | Final              | Estudios de grado                         |
| -------------------- | -------------- | ---------------------------- | ------------------------------------------------------------- | ------------------ | ------------------ | ----------------------------------------- |
| Consejera presidenta | Mgda.          | Francisca Villela Zavala     | Corte Suprema de Justicia                                     | 2 de junio de 2023 | 2 de junio de 2026 | Universidad Nacional Autónoma de Honduras |
| Consejera secretaria | Mgda.          | Ada Ester Rivera Sorto       | Corte de Apelaciones de Francisco Morazán                     | 2 de junio de 2023 | 2 de junio de 2026 | Universidad Nacional Autónoma de Honduras |
| Consejero vocal I    | Mgdo.          | Wagner Vallecillo Paredes    | Corte Suprema de Justicia                                     | 2 de junio de 2023 | 2 de junio de 2026 | Universidad Nacional Autónoma de Honduras |
| Consejera vocal II   | Jza.           | Lissien Gisela Córdova Chiuz | Juzgado de lo Contencioso Administrativo de Francisco Morazán | 2 de junio de 2023 | 2 de junio de 2026 | Universidad Tecnológica Centroamericana   |
| Consejera vocal III  | Def.           | Sindy Faviola Anduray Lagos  | Dirección de la Defensa Pública                               | 2 de junio de 2023 | 2 de junio de 2026 | Universidad Nacional Autónoma de Honduras |

### Plenos anteriores
| Presidente                   | Vocales | Período   |
| ---------------------------- | --- | --------- |
| Jorge Alberto Zelaya Zaldaña | - Rina Auxiliadora Alvarado Moreno - Erika Geraldina Dubón Padilla - Cinthia Carolina Núñez Thuman - Martha Marlene Murillo Castro | 2017-2020 |
| Jorge Alberto Zelaya Zaldaña | - Reina Auxiliadora Hércules Rosa - Ibeth Albertina Martínez Erazo - Cinthia Carolina Núñez Thuman - Martha Marlene Murillo Castro | 2020-2023 |
| Francisca Villela Zavala     | - Wagner Vallecillo Paredes - Ada Ester Rivera Sorto - Lissien Gisela Córdova Chiuz - Sindy Faviola Anduray Lagos                  | 2023-2026 |